# 2016년 여자 주니어 하키 월드컵
2016 여자 주니어 하키 월드컵은 2016년 11월 24일부터 12월 4일까지 칠레 산티아고에서 열릴 예정인 8번째 필드하키 주니어 월드컵 대회아다.

## 같이 보기
- 2016년 남자 주니어 하키 월드컵